# Clădirea fostei mori cu aburi (Slobozia)
Clădirea fostei mori cu aburi este o clădire amplasată în Slobozia, Republica Moldova. Este un monument arhitectural de importanță națională inclus în Registrul monumentelor Republicii Moldova ocrotite de stat cu nr. 1273 (raionul Slobozia). Datează de la sf. sec. XIX.